# 小擬鰕虎
小擬鰕虎（学名：Pseudogobius masago），又名小口擬鰕虎，为鰕虎科擬鰕虎魚屬下的一个种。

## 外部連結
- 維基物種上的相關：小擬鰕虎